# Tipanaea
Tipanaea is een geslacht van vlinders van de familie grasmotten (Crambidae), uit de onderfamilie Schoenobiinae.

## Soorten
- T. intactella Walker, 1863
- T. patulella Walker, 1863